# Sheikh Safi al-Dins mausoleum
Sheikh Safi al-Din Ardabilis mausoleum (persiska: آرامگاه شیخ صفی‌الدین اردبیلی) ligger i Ardabil och består av en rad byggnader från olika perioder. Detta monumentala komplex är knutet till safavidernas härskande hus då det finns flera safavidiska kungar som är begravda där, bland andra shah Ismail I. Det registrerades på UNESCO:s Världsarvslista år 2010.